# 村上高国
村上 高国（むらかみ たかくに、元亀2年〈1571年〉‐万治2年〈1659年〉3月17日）は、安土桃山時代から江戸時代前期の武将。上杉氏・豊臣氏の家臣。のち水戸徳川家家臣。通称、兵部大夫。別名、道楽斎。

## 生涯
1571年、会田清幸の子として生まれる。母は村上義清の長女。
20歳の頃、上杉景勝の家臣となっていた村上国清の息子・織部の陣代となる。
上杉家の会津移封にも従ったが、のちに村上家を出て大坂に移り、大坂の陣が起こると大坂城に入る。
陣後は丹波保津村に隠遁し、山伏となって本覚と号した。
その後、信濃に移って村上家の旧臣に養われていたが、水戸徳川家に招かれ500石で家臣となる。
のちに息子の村上高清に家督を譲ると、再び保津村に戻り、1659年3月17日に死亡した。法名は一峰道楽日輝居士。
高国の子孫は丹波で栄えたと伝わる。

余談であるが、山浦上杉家の家系図には景国の後を高国が継いだとの記述がみられる。その後山浦光則が米沢藩士と続いている。
高国、という記述に関しては誰のことを指しているのか、そもそも家督を継いでいたのかという疑問が存在している。

## 参考資料
- 更級郡埴科郡人名辞書